# 印度緋鯉
印度緋鯉為輻鰭魚綱鱸形目鱸亞目鬚鯛科緋鯉屬的其中一種，分布印度西部海域，體長可達14公分，生活在礁石區，屬肉食性。